# Выборы в Сенат Чехии (2002)
Выборы в Сенат Чехии 2002 года проходили 25 — 26 октября 2002 года (1 тур) и 1 — 2 ноября 2002 года (2 тур). На выборах победила Гражданская демократическая партия (ODS).

## Избирательные округа
Выборы проходили в 27 избирательных округах по всей стране. Поскольку сенат обновляется лишь на треть, две трети населения Чехии не участвуют в выборах сенаторов.
Выборы проходили в избирательных округах: 3 — Хеб • 6 — Лоуны • 9 — Плзень-город • 12 — Страконице • 15 — Пельгржимов • 18 — Пршибрам • 21 — Прага 5 • 24 — Прага 9 • 27 — Прага 1 • 30 — Кладно • 33 — Дечин • 36 — Ческа-Липа • 39 — Трутнов • 42 — Колин • 45 — Градец-Кралове • 48 — Рихнов-над-Кнежноу • 51 — Ждяр-над-Сазавоу • 54 — Зноймо • 57 — Вышков • 60 — Брно-город • 63 — Пршеров • 66 — Оломоуц • 69 — Фридек-Мистек • 72 — Острава-город • 75 — Карвина • 78 — Злин • 81 — Угерске-Градиште

## Предвыборная ситуация
После неуспешных парламентских выборов лета 2002 года, «Четырехпартийная коалиция», которая по своей сути была уже просто «Коалицией» (Союз Свободы и Демократический Союз объединились в одну партию, а Гражданский Демократический Альянс (ODA) имел финансовые проблемы, вследствие чего, его кандидаты не были допущены на бюллетень коалиции), была официально распущена.

## Разделение округов перед выборами
| Партия | Партия                | Лидер               | Мандаты  |
| ------ | --------------------- | ------------------- | -------- |
|        | ČSSD                  | Владимир Шпидла     | 11 из 27 |
|        | KDU-ČSL               | Цирил Свобода       | 6 из 27  |
|        | ODS                   | Вацлав Клаус        | 5 из 27  |
|        | ODA                   | Павел Братинка      | 3 из 27  |
|        | KSČM                  | Мирослав Гребеничек | 1 из 27  |
|        | Независимые кандидаты |                     | 1 из 27  |

## Разделение округов после выборов
|        |                       |                     |         |
| Партия | Партия                | Лидер               | Мандаты |
|        | ODS                   | Вацлав Клаус        | 9 из 27 |
|        | ČSSD                  | Владимир Шпидла     | 7 из 27 |
|        | Независимые кандидаты |                     | 3 из 27 |
|        | Nezávislí             |                     | 2 из 27 |
|        | KDU-ČSL               | Цирил Свобода       | 1 из 27 |
|        | KSČM                  | Мирослав Гребеничек | 1 из 27 |
|        | LiRA                  | Павел Вайс          | 1 из 27 |
|        | US-DEU                | Иван Пилип          | 1 из 27 |
|        | HHROM                 |                     | 1 из 27 |
|        | CZ                    | Иржи Лобковиц       | 1 из 27 |